# José Grommes
José Grommes (20 december 1965) is een Belgisch Duitstalig politicus voor de regionalistische partij ProDG.

## Levensloop
Na zijn middelbaar onderwijs aan het Koninklijk Atheneum van Eupen behaalde Grommes in 1987 een graduaat in de kinesitherapie aan de Provinciale Hogeschool voor Kinesitherapie en Ergotherapie van de provincie Luik. Na zijn studies werkte hij korte tijd als kinesitherapeut in de ziekenhuizen van Eupen en Würselen, waarna hij van 1987 tot 1988 zijn militaire dienstplicht vervulde. Sindsdien is hij zelfstandig kinesist in Walhorn, een deelgemeente van Lontzen.
Hij werd tevens actief in het lokale verenigingsleven van Lontzen en ging zich engageren voor de lokale lijst Energie, waarvoor hij sinds 2012 in de gemeenteraad zetelt. Sinds december 2018 is Grommes schepen van de gemeente, bevoegd voor Financiën, Erediensten, Economie, Toerisme, Landbouw en Middenstand.
Voor de partij ProDG zetelt Grommes sinds de Duitstalige Gemeenschapsverkiezingen van mei 2019 eveneens in het Parlement van de Duitstalige Gemeenschap. Van 2019 tot 2021 was hij er secretaris, een functie die hij sinds 2022 opnieuw uitoefent.